# 拉布雷耶莱潘
拉布雷耶莱潘（法語：La Breille-les-Pins，法語發音：[la bʁɛj le pɛ̃] ⓘ）是法国曼恩-卢瓦尔省的一个市镇，属于索米尔区。

## 地理
拉布雷耶莱潘（47°20'26"N, 0°4'40"E）面积27.57 平方千米，位于法国卢瓦尔河地区大区曼恩-卢瓦尔省，该省份为法国西部内陆省份，大致对应安茹地区，北起顺时针与马耶讷省、萨尔特省、安德尔-卢瓦尔省、维埃纳省、德塞夫勒省、旺代省、大西洋卢瓦尔省和伊勒-维莱讷省接壤。
与拉布雷耶莱潘接壤的市镇（或旧市镇、城区）包括：布尔格伊、圣尼古拉-德布尔格伊、阿洛讷、布兰叙阿洛讷、库尔莱翁、讷耶、韦尔南特、韦尔努瓦勒富里耶。

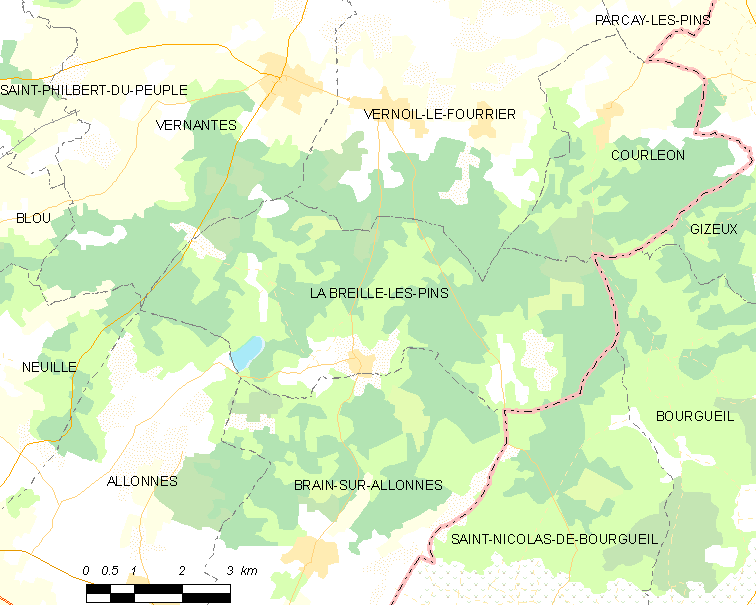
拉布雷耶莱潘的OSM定位图

拉布雷耶莱潘的时区为UTC+01:00、UTC+02:00（夏令时）。

## 行政
拉布雷耶莱潘的邮政编码为49390，INSEE市镇编码为49045。

## 政治
拉布雷耶莱潘所属的省级选区为隆盖-瑞梅勒县。

## 人口

1962-2008年间拉布雷耶莱潘人口变化图示

拉布雷耶莱潘于2022年1月1日时的人口数量为617人。